# Nick Zangwill
Pour les articles homonymes, voir Zangwill.
Nick Zangwill, né le 27 octobre 1957 est un philosophe britannique. Il est professeur honoraire à l'University College de Londres et à l'université de Lincoln. Il pratique notamment la philosophie morale, ainsi que l'esthétique (notamment l'esthétique de la musique et des arts visuels) .
Il écrit aussi dans les domaines de la métaphysique, de l'épistémologique, de l'esprit et de la logique. 

## Éthique et esthétique
En méta-éthique, Zangwill est partisan du non-naturalisme, notamment en ce qui concerne la dépendance de la morale vis-à-vis des propriétés naturelles. En matière de motivation morale, il défend l'externalisme, développe des aspects de l'expressivisme et se montre favorable à la théorie non-conséquentialiste.
En esthétique, Zangwill définit sa position de « formalisme modéré » dans l'art. Ainsi, les propriétés artistiques « sont déterminées uniquement par des propriétés sensorielles ou physiques, tant que les propriétés physiques en question ne sont pas des relations avec d'autres choses et d'autres temps ». Le formalisme est défini dans l'art (notamment l'architecture) comme « la doctrine selon laquelle les qualités esthétiques des œuvres d'art visuel découlent des propriétés visuelles et spatiales », par le philosophe et architecte Branko Mitrovic. 

## Philosophie de la musique
Au XXIe siècle, des philosophes comme Nick Zang continuent d'étendre l'esthétique à la musique, déjà étudiée au XXe siècle par des universitaires comme Jerrold Levinson ou Peter Kivy. Dans son livre de 2015 intitulé Musique et réalité esthétique: Formalisme et les limites de la description, Zangwill présente sa position réaliste en écrivant : « Par « réalisme » au sujet de l' expérience musicale, j'entends une conception qui met en avant les propriétés esthétiques de la musique et notre expérience de ces propriétés : l'expérience musicale est une prise de conscience d'un ensemble de sons et des propriétés esthétiques qu'ils déterminent. Notre expérience est orientée sur la structure sonore et ses propriétés esthétiques. Tel est le contenu de l'expérience musicale.»

## Philosophie de la logique
Zangwill défend le réalisme de la logique. Il se place contre l'inférencialisme.[réf. nécessaire]

## Publications
- The Metaphysics of Beauty, Cornell University Press, 2001.
- Aesthetic Creation, Oxford University Press, 2007.
- Music and Aesthetic Reality: Formalism and the Limits of Description, Routledge, 2015.
- (co-dir) Scruton's Aesthetics, avec Andy Hamilton, Palgrave Macmillan, 2012.
- « Our Moral Duty to Eat Meat », Journal of the American Philosophical Association, vol. 7, no 3, automne 2021, [lire en ligne]